# 総軍

NATOの総軍を表す兵科記号。

総軍（そうぐん、英: general army）は、軍隊における部隊編制単位の一つ。主に陸軍において一つの戦域を統括する最大規模・最上級の編制単位である。
基本的には日本、特に大日本帝国陸軍に特有の単位であるが、第二次世界大戦では日本・ドイツ・イギリスなどに総軍に相当する単位が置かれ、現在でも米軍や自衛隊において総軍に相当する単位が見られる。

## 日本

### 大日本帝国陸海軍
- 大日本帝国陸軍 - 関東軍・支那派遣軍・南方軍・防衛総司令部・第一総軍・第二総軍・航空総軍

- 大日本帝国海軍 - 連合艦隊／海軍総隊

### 自衛隊
- 陸上自衛隊 - 陸上総隊
- 海上自衛隊 - 自衛艦隊
- 航空自衛隊 - 航空総隊

## 世界

### アメリカ軍
アメリカ軍において「総軍」と称される組織には陸軍総軍・海軍艦隊総軍・海兵隊総軍が存在する（但し、いずれも世界各国に展開している地域別統合軍に対して戦闘可能な部隊を提供するフォース・プロバイダーとしての支援任務を負っている事を示す「Command」と言う名称を「総軍」と訳しているものであり、編成単位としての総軍とは意味が異なる）。また統合軍であるアメリカアフリカ軍には総軍相当の兵科記号が割り当てられている。

### 中国人民解放軍
中国共産党中央軍事委員会が保有し、事実上は人民共和国の国軍である中国人民解放軍では戦区がTheater commandと英訳されるために総軍に値する。以前は軍管区たる軍区と、大規模演習や総力戦での作戦区域たる戦区は分けられていたが、2016年2月1日に国防部（国防省）が統合し、軍区を廃止すると発表された。

### ドイツ軍
ドイツ軍においては、第二次世界大戦中、軍集団の上にいくつかの方面総司令部 (Oberbefehlshaber) が置かれた。現在、総軍相当の兵科記号を割り当てられる部隊に対して用いられるOberkommando、略称：OK（最高司令部）は、ドイツ国においては各軍総司令部および国防軍最高司令部を含む、軍以上の指揮機関を指して用いられた。